# Джемаль Кизилатеш
Джема́ль Алі́ Кизилате́ш (тур. Cemâl Ali Kizilateş, 14 березня 1994, Стамбул) — український футболіст турецького походження, півзахисник луцької «Волині».

## Біографія

### Ранні роки
Народився 14 березня 1994 року в Стамбулі в сім'ї турка і українки. Там пішов до школи і закінчив перший клас. За сімейними обставинами в сім з половиною років Джемаль змушений був переїхати зі Стамбула до Києва, де він оселився у своєї бабусі — Аліни Василівни, яка, по суті, і виховувала хлопця, який на початках навіть не знав української мови та традицій. Втім, Кизилатеш виявився здібним хлопчиком і швидко адаптувався до нових реалій.
В Києві Джам, як його називають партнери по команді, ріс на Нивках, на вулиці Салютній, де розташована дитяча школа ФК «Динамо», тому незабаром Кизилатеш записався в групу хлопців 1994 року народження. Щоправда, займався він там недовго, і був відрахований з «Динамо».
Зате в іншій столичній футбольній школі «Зірка», на талант цього футболіста відразу звернули увагу, і Джемаль потрапив в групу підготовки Олексія Яковенка — старшого брата знаменитого гравця київського «Динамо» і колишнього наставника молодіжної збірної України Павла Яковенка. Після цього з ним працювали Сергій Васильович Одинцов і Сергій Васильович Панченко.
2003 року в Святошинському районі столиці проводився Кубок Володимира Мунтяна, і «Зірка» посіла там друге місце. Найкращим гравцем того турніру став Кизилатеш, який свою дитячу команду виводив на поле з капітанською пов'язкою.
Протягом 2007—2010 років виступав в ДЮФЛ за КСДЮШОР (Київ), ДЮСШ-15 (Київ) та «Зірку» (Київ).

### Клубна кар'єра
З 2010 року став виступати в чемпіонаті Київської області, де грав за аматорські команди «Бородянка», «Рубін», «Музичі» та «Володарка». Саме з останньої команди влітку 2013 року Джемаль разом з кількома партнерами перебрався до професійного клубу «Арсенал-Київщина», що виступав у другій лізі. За сезон 2013/14, проведений у другій лізі, він набрав дев'ять очок за системою «гол+пас» (4+5), і став предметом реального інтересу з боку більш сильних клубів.
Улітку 2014 він потрапив на перегляд в «дубль» «Ворскли», якій, до речі, взимку не підійшов, і старший тренер молодіжного колективу полтавців Олександр Омельчук відразу звернув увагу на техніку півзахисника і запросив його до команди на правах оренди. У першості дублерів 2014/15 Кизилатеш відразу став основним гравцем «біло-зелених». А 20 вересня 2014 року Джемаль дебютував у Прем'єр-лізі за основну команду, вийшовши на заміну на 94 хвилині матчу замість Андрія Ткачука.
Наприкінці липня 2016 року перейшов до складу київського «Арсенала».
У середині 2018 року перейшов до складу «Колоса» з Ковалівки, з якою наступного року зайняв друге місце в першій лізі, та здобув путівку до Прем'єр-ліги в матчах плей-офф.
14 лютого 2020 року Джемаль Кизилатеш підписав контракт із клубом першої ліги «Волинь».  Дебютував у новій команді футболіст у грі з клубом Оболонь-Бровар, вийшовши на заміну замість Сіаваша Хагназарі.

## Досягнення
- Чемпіон першої ліги чемпіонату України (1): 2017/18

## Цікаві факти
- Улюбленою командою ще з дитячих років є «Галатасарай», за який у той час виступали його кумири — Георге Хаджі, Хакан Шюкюр і Маріо Жардел, проте найулюбленішим турецьким гравцем є Емре Белезоглу. Пізніше еталоном ігри для Кизилатеша став легендарний французький півзахисник Зінедін Зідан[6].
- Після переїзду в Україну Кизилатеш від ісламу відрікатися не став, і під час виступів за «Ворсклу» в нього, так само як і в албанських легіонерів, своє окреме харчування.